# Abdellatif Filali
Abdellatif Filali (en arabe : عبد اللطيف الفيلالي), né le 26 février 1928 à Béni-Mellal et mort le 20 mars 2009 à Clamart, est un diplomate et homme d'État marocain. Ambassadeur du Maroc en Algérie, en Espagne et à l'ONU, il est promu ministre des Affaires étrangères en 1985.
Il est Premier ministre du 25 mai 1994 au 14 février 1998.

## Parcours

### Origines et famille
Abdellatif Filali est titulaire d'un doctorat en droit de l'Université Paris-1 Panthéon-Sorbonne. Son fils, Fouad Filali, est l'ancien gendre de Hassan II. Fouad Filali est marié pendant quelques années avec Lalla Meryem et dirige le groupe ONA.

### Parcours
Il commence sa carrière diplomatique à l'Organisation des Nations unies en tant que chargé d'affaires du Maroc entre 1958 et 1959.
Il est ensuite ambassadeur du Maroc au Benelux de 1962 à 1963 puis en Chine populaire en 1965. Il devient ambassadeur du Maroc en Algérie en 1967.
Le 17 juin 1968, il devient ministre de l'Enseignement supérieur dans le gouvernement Benhima/Laraki. Le 4 août 1971, il est nommé ministre des Affaires étrangères dans le gouvernement Lamrani I,.
Le 12 avril 1972 il est reconduit au même poste dans le gouvernement Lamrani II.
En 1973, il est nommé ambassadeur du royaume du Maroc à Madrid, il négocie notamment le retrait des troupes militaires espagnoles du Sahara occidental.
En 1978, il revient aux Nations unies en tant que représentant du Maroc. En avril 1980 il est nommé par Hassan II, ambassadeur du Maroc à Londres.
Le 1er mars 1981, il est élu secrétaire perpétuel de l'Académie du royaume du Maroc, poste qu'il conserve jusqu'au mois d'avril 1982.
Le 30 novembre 1983, il est nommé ministre de l'Information dans le gouvernement Lamrani III. Le 11 avril 1985, il devient ministre des Affaires étrangères et de la Coopération dans le gouvernement Lamrani IV/Laraki. Il sera resté au même poste quatorze ans, tout en étant Premier ministre entre 1994 et 1998, et ce, dans les gouvernements Lamrani V et VI, Filali I, Filali II, Filali III et el-Youssoufi I.
Le 25 mai 1994, il succède à Mohammed Karim Lamrani et devient Premier ministre. Il est remplacé le 14 mars 1998 par Abderrahman el-Youssoufi.
Abdellatif Filali s’installera par la suite en banlieue parisienne. Il y rédigera, avant de mourir, ses mémoires, Le Maroc et le Monde Arabe, dans lesquels il raconte sa vie et exprime avec courtoisie ses réserves sur certaines décisions de Hassan II.

## Décorations et distinctions
- Grand cordon de l'ordre national du Cèdre (1972)[10]
- Grand officier de l'ordre du Trône ;
- Membre de l'Académie du royaume du Maroc[11].

## Galerie

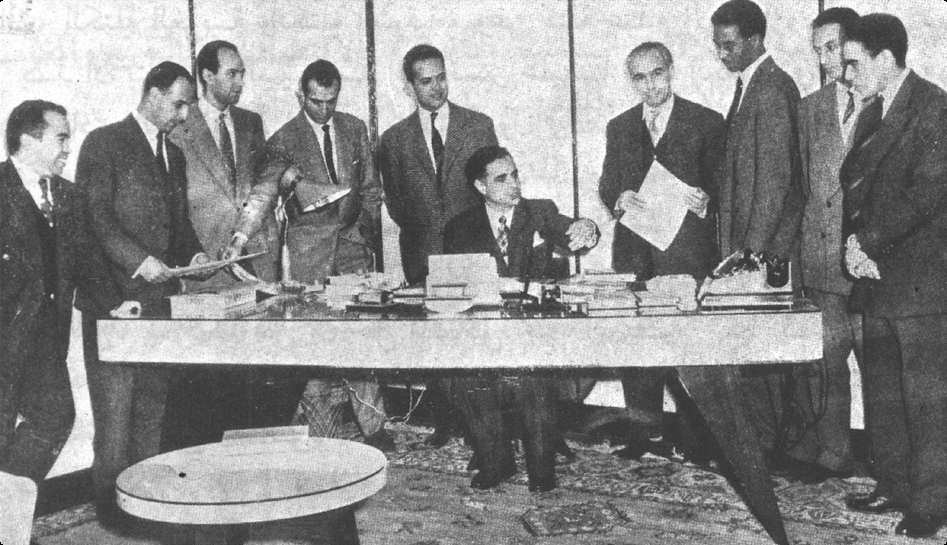
Premier ministère des Affaires étrangères. Balafrej et ses collaborateurs en 1956.
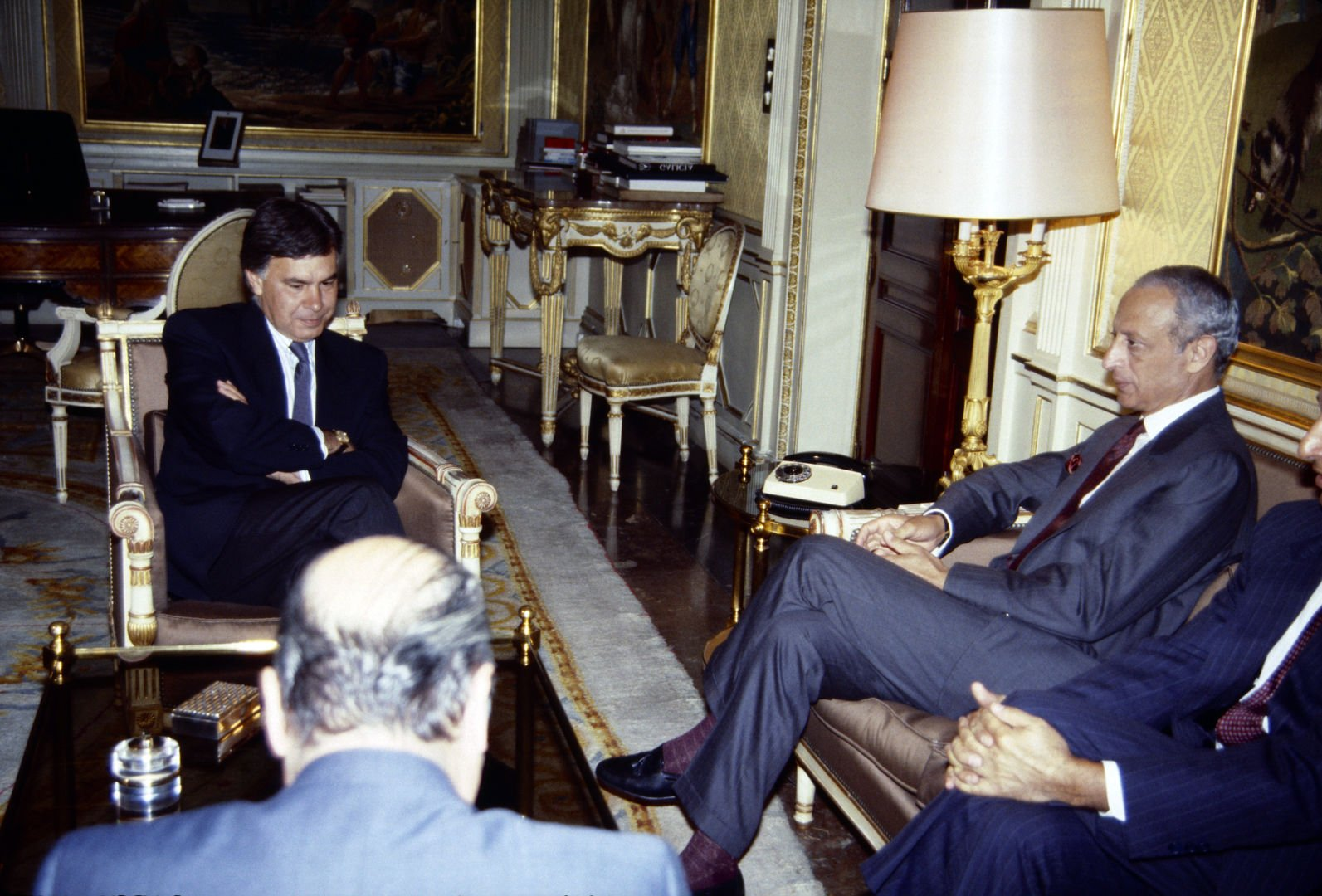
Felipe González reçoit le ministre marocain des Affaires étrangères au palais de la Moncloa le 2 juillet 1990.